# دان هوبرت
دان هوبرت (انگلیسی: Dan Howbert؛ زادهٔ ۲۹ ژوئیهٔ ۱۹۸۷) بازیکن فوتبال اهل ژاپن است.